# William Oefelein
William Anthony Oefelein, né le 29 mars 1965 à Fort Belvoir (Virginie), est un astronaute américain.

## Vols réalisés
Il a effectué son premier vol spatial à bord de la navette (mission STS-116 en décembre 2006).
À la suite de l'affaire Lisa Nowak, la NASA le licencia en juin 2007.